# Robert J. Shiller
Robert James Shiller (født 29. marts 1946) er en amerikansk økonom. Han er professor ved Yale og modtog Nobelprisen i økonomi i 2013 sammen med Lars Peter Hansen og Eugene Fama. Han har løbende i sin forskning beskæftiget sig med finansielle markeder, finansiel innovation, adfærdsøkonomi, makroøkonomi, ejendomsmarkedet, statistiske metoder, og med offentlighedens holdninger til og bedømmelser af adfærden i den finansielle sektor.

## Baggrund
Robert Shiller blev født i Detroit i delstaten Michigan i en familie, hvis rødder stammer fra Litauen. Han er uddannet ved bl.a. University of Michigan og MIT og fik sin Ph.D.-grad ved sidstnævnte i 1972 med en anden Nobelprismodtager, Franco Modigliani, som vejleder. Siden 1982 har han været ansat ved Yale.

## Forskning
I 1981 fik Shiller offentliggjort en artikel i det prestigefyldte videnskabelige tidsskrift American Economic Review med titlen Do stock prices move too much to be justified by subsequent changes in dividends?. Her udfordrede han hypotesen om det efficiente marked, som var det dominerende synspunkt i den økonomiske videnskab på det tidspunkt. Shiller ræsonnerede, at på et rationelt aktiemarked vil investorer vurdere aktiekurser ud fra nutidsværdien af de fremtidige forventede aktieudbytter. Han undersøgte udviklingen i det amerikanske aktiemarked siden 1920'erne og beregnede, hvilke forestillinger om fremtidige dividender og diskonteringsrater, som kunne retfærdiggøre de store kursudsving i aktierne. Hans konklusion var, at aktiemarkedets volatilitet var større, end man plausibelt kan forklare ud fra nogle rationelle fremtidsforventninger.
Shiller har siden gjort sig kendt som en ledende forsker inden for genren adfærdsfinansiering (engelsk: behavioral finance), hvor man ligesom i adfærdsøkonomi i øvrigt afviger fra de teorier om rationel adfærd i traditionel forstand, som i øvrigt præger hovedstrømningen inden for økonomisk teori. 
Shiller har også udgivet en række bøger om økonomiske og finansielle problemstillinger, som henvender sig til et bredere publikum. I bogen Irrational Exuberance fra 2000 advarede han umiddelbart før dot com-boblens sammenbrud om, at det amerikanske aktiemarked havde udviklet en boble og kunne risikere en pludselig nedtur. I andenudgaven af bogen, som udkom i 2005, og flere gange i 2006-07 advarede han tilsvarende om en mulig forestående nedtur på det amerikanske boligmarked, der kunne føre til en større finansiel panik.
I 2009 skrev han sammen med George Akerlof bogen Animal Spirits: How Human Psychology Drives the Economy, and Why It Matters for Global Capitalism, som omhandler, hvordan følelser påvirker mange forskellige økonomiske beslutninger. I 2012 skrev han Finance and the Good Society, hvor han argumenterer for, at den finansielle sektor er et af de vigtigste redskaber til at løse vores fælles problemer og forbedre velfærden. Vi har derfor brug for mere, ikke mindre finansiel innovation.
Robert Shiller er en jævnlig bidragyder med kommentarer på hjemmesiden Project Syndicate, hvor diverse videnskabsfolk og andre kendisser kommenterer udviklingen.

## Modsætninger deler Nobelprisen
At Robert Shiller og Eugene Fama delte Nobelprisen for 2013 for deres indsats inden for finansiel økonomi blev betragtet som et paradoks af mange, da de ansås for at stå for meget modsatrettede opfattelser: Fama anses for at være en af ophavsmændene bag og en hovedforsvarer af hypotesen om efficiente markeder, mens Shiller har skabt sin karriere på at kritisere den samme hypotese. Shiller har i en kommentar i New York Times i oktober 2013 bekræftet disse modsætninger. Samtidig med at han anerkender sin store respekt for Fama som forsker, understreger han, at de finansielle markeder efter hans mening ikke er fuldkomne og har behov for offentlig regulering i langt højere grad, end hypotesen om det efficiente marked tilsiger.